# Kwadryga (pismo)
Kwadryga – czasopismo literackie wydawane w latach 1927–1931 przez grupę literacką Kwadryga. Redaktorem i wydawcą był Władysław Sebyła. Pismo upadło z powodów finansowych.
W czasopiśmie publikowali nie tylko pisarze związani z grupą Kwadryga, ale także z Awangardą Krakowską, Meteorem czy Żagarami. Wśród autorów znaleźli się m.in. Józef Czechowicz, Stanisław Ciesielczuk, Stanisław Ryszard Dobrowolski, Stefan Flukowski, Konstanty Ildefons Gałczyński, Bolesław Miciński, Tadeusz Peiper, Marian Piechal, Stanisław Maria Saliński, Włodzimierz Słobodnik, Lucjan Szenwald, Zbigniew Uniłowski.